# XRCO Hall of Fame
La XRCO Hall of Fame comprende alcuni dei più importanti operatori e film dell'industria della pornografia. Questa lista è gestita dalla X-Rated Critics Organization e viene presentata ogni anno durante gli XRCO Award. 
La prima edizione si è svolta ad Hollywood il 14 febbraio 1985 e per essere inseriti nella classifica è necessario essere stati attivi nell'industria pornografica per almeno 10 anni.
I seguenti membri sono elencati in base all'anno, se noto, in cui sono stati inseriti.

## Membri dell'XRCO Hall of Fame

### Attori
- 1985 John Holmes
- 1985 Harry Reems
- 1985 Jamie Gillis
- 1985 Eric Edwards
- 1985 John Leslie
- 1986 Paul Thomas
- 1988 Herschel Savage
- 1989 Jon Martin
- 1990 Joey Silvera
- 1990 Randy West
- 1991 Ron Jeremy
- 1992 Mike Horner
- 1993 Tom Byron
- 1993 Marc Wallice
- 1995 Peter North
- 1996 Buck Adams
- 1997 Don Fernando
- 1999 Steve Drake
- 2000 Sean Michaels
- 2000 T.T. Boy
- 2001 Rocco Siffredi
- 2002 Billy Dee
- 2003 Randy Spears
- 2006 Mark Davis
- 2006 Jon Dough
- 2006 Blake Palmer
- 2007 Mr. Marcus
- 2007 Steven St. Croix
- 2008 Christoph Clark
- 2009 Lexington Steele
- 2010 Evan Stone
- 2010 Erik Everhard
- 2011 Manuel Ferrara
- 2011 Dave Cummings
- 2012 Vince Vouyer
- 2014 Mark Wood
- 2014 Tony Montana
- 2017 Eric Masterson
- 2018 Mick Blue
- 2018 Brandon Iron
- 2018 Kyle Stone
- 2019 Jay Crew
- 2019 Steve Holmes
- 2019 Ramon Nomar
- 2019 Bill Bailey
- 2023 Tommy Pistol
- 2023 Michael Stefano
- 2024 James Bartholet
- 2024 Tommy Gunn
- 2025 John Strong
- 2025 Pat Myne

### Attrici
- 1985 Georgina Spelvin
- 1985 Tina Russell
- 1985 Rene Bond
- 1985 Marilyn Chambers
- 1985 Sharon Thorpe
- 1986 Annette Haven
- 1987 Leslie Bovee
- 1988 Sharon Mitchell
- 1988 Colleen Brennan
- 1989 Sharon Kane
- 1989 Gloria Leonard
- 1990 Kay Parker
- 1990 Suzanne McBain
- 1991 Seka
- 1991 Veronica Hart
- 1991 Erica Boyer
- 1992 Vanessa del Rio
- 1993 Desiree Cousteau
- 1993 Lisa De Leeuw
- 1994 Hyapatia Lee
- 1994 Debi Diamond
- 1995 Shanna McCullough
- 1995 Ginger Lynn
- 1995 Christy Canyon
- 1996 Amber Lynn
- 1996 Nina Hartley
- 1997 Desiree West
- 1997 Jeanna Fine
- 1998 Bionca
- 1998 Careena Collins
- 1999 Kelly Nichols
- 1999 Annie Sprinkle
- 1999 Barbara Dare
- 1999 Jessie St. James
- 1999 Shauna Grant
- 1999 Linda Wong
- 2000 Tori Welles
- 2001 Tracey Adams
- 2001 Porsche Lynn
- 2002 Teri Weigel
- 2003 Ashlyn Gere
- 2003 Tiffany Mynx
- 2004 Selena Steele
- 2005 Jenna Jameson
- 2006 Keisha
- 2006 Kylie Ireland
- 2007 Francesca Lé
- 2007 Janine
- 2007 Serenity
- 2008 Chloe
- 2008 Nikki Dial
- 2008 Shayla LaVeaux
- 2008 Jeannie Pepper
- 2008 Stephanie Swift
- 2009 Jewel De'Nyle
- 2009 Angel Kelly
- 2009 Leena La Bianca
- 2009 Missy
- 2009 Joanna Storm
- 2009 Stacy Valentine
- 2010 Jada Fire
- 2010 Sunset Thomas
- 2010 Inari Vachs
- 2010 Nikki Charm
- 2011 Rayveness
- 2011 Tricia Devereaux
- 2011 Jessica Drake
- 2011 Lynn LeMay
- 2011 Juli Ashton
- 2011 Aurora Snow
- 2012 Julia Ann
- 2012 Jenna Haze
- 2012 Jesse Jane
- 2013 Belladonna
- 2013 Lisa Ann
- 2013 Alexandra Silk
- 2014 Rebecca Bardoux
- 2014 Tera Patrick
- 2014 Stormy Daniels
- 2014 Taylor Wane
- 2015 Houston
- 2015 Melissa Hill
- 2015 Karen Summer
- 2016 Briana Banks
- 2016 Hillary Scott
- 2017 Darla Crane
- 2017 Raylene
- 2017 Ruby
- 2018 Devon
- 2018 Micky Lynn
- 2018 Alexis Texas
- 2019 Alana Evans
- 2019 Phoenix Marie
- 2019 Brandi Love
- 2020 Angela White
- 2020 Asa Akira
- 2020 Kaitlyn Ashley
- 2020 Tori Black
- 2021 Ashley Blue
- 2021 India Summer
- 2021 Katie Morgan
- 2021 Long Jeanne Silver
- 2021 Riley Reid
- 2021 Sunny Lane
- 2022 Heather Hunter
- 2022 Dana DeArmond
- 2023 Sasha Grey
- 2023 Natasha Nice
- 2023 Tanya Tate
- 2024 Lexi Belle
- 2024 Celeste
- 2024 Felecia
- 2024 Kagney Linn Karter
- 2024 Misty Stone
- 2025 Brittany Andrews
- 2025 Tracy Allen

### Fifth Estate
- 1993 Reb Sawitz
- 1993 Al Goldstein
- 1994 William Rotsler
- 1995 John Rowberry
- 1996 Jim South
- 1996 Larry Flynt
- 1997 Jeremy Stone
- 2002 Susie Bright
- 2004 Bill Liebowitz
- 2004 Jim Holliday
- 2004 Jared Rutter
- 2006 Doug Oliver
- 2006 Danni Ashe
- 2007 Mark Kernes
- 2008 Paul Fishbein
- 2009 Roger T. Pipe
- 2011 Peter Van Aarle
- 2011 DEN Recob (CAVR.com)
- 2012 Tristen Taormino
- 2019 Art Koch
- 2021 Mark Spiegler

### Registi
- 1985 David F. Friedman
- 1985 Gerard Damiano
- 1985 Radley Metzger (Henry Paris)
- 1986 Alex de Renzy
- 1986 Anthony Spinelli (Sam Weston)
- 1986 Howard Ziehm (Linus Gator)
- 1987 Bob Chinn
- 1987 Harold Lime
- 1988 Mitchell Brothers (Jim & Artie Mitchell)
- 1988 Cecil Howard
- 1989 Henri Pachard
- 1989 Gary Graver (Robert McCallum)
- 1990 Erik Anderson
- 1991 Chuck Vincent
- 1993 Fred J. Lincoln
- 1993 Bobby Hollander
- 1993 Bruce Seven
- 1995 John Stagliano
- 1995 Gregory Dark
- 1997 Michael Carpenter
- 1997 Candida Royalle
- 1998 Ed Powers
- 2000 Damon Christian
- 2000 Patrick Collins
- 2000 Jim Enright
- 2001 Kirdy Stevens
- 2002 Andrew Blake
- 2004 Seymore Butts
- 2004 James Avalon
- 2006 Michael Ninn
- 2007 Rinse Dream
- 2008 Richard Mahler
- 2008 Suze Randall
- 2009 Brad Armstrong
- 2009 Jules Jordan
- 2012 Miles Long
- 2012 Luc Wylder
- 2013 Jonathan Morgan
- 2013 Christian Mann
- 2013 Rodney Moore
- 2014 Axel Braun
- 2015 Jeff Mullen
- 2015 Stoney Curtis
- 2016 Mason regista
- 2016 Joanna Angel
- 2016 Raven Touchstone
- 2022 Robby D
- 2022 Mike Quasar
- 2022 Cass Paley/Westley Emerson
- 2022 Kayden Kross
- 2023 Chris Streams
- 2025 Ivan

### Pionieri
- prima del 1989 Serena
- prima del 1989 Darby Lloyd Rains
- 1989 George S. McDonald
- 1989 Sandi Carey
- 1989 Sandy Dempsey
- 1989 Ric Lutze
- 1989 Jesse Adams
- 1989 C. J. Laing
- 1989 Cyndee Summers
- 1989 Johnnie Keyes
- 1989 Richard Mailer
- 1989 William Margold
- 1990 Bob Vosse
- 1993 John Seeman
- 1993 David Christopher
- 1993 Michael Morrison
- 1998 Roy Karch
- 1998 Jim Malibu
- 1998 Juliet Anderson
- 1998 Bobby Astyr
- 1998 George Payne
- 2000 Dean Roberson
- 2006 Richard Pacheco
- 2007 Loni Sanders
- 2007 Mai Lin
- 2008 R. Bolla
- 2008 Abigail Clayton
- 2008 Marc Stevens
- 2008 Lysa Thatcher
- 2009 Kandi Barbour
- 2010 Mike Ranger
- 2012 Rhonda Jo Petty
- 2014 Brigitte Lahaie
- 2015 John Seeman
- 2015 Lasse Braun
- 2015 Karen Summer
- 2016 Constance Money
- 2020 Vaniity
- 2021 Long Jeanne Silver

### Film
- 1985: La vera gola profonda (1972)
- 1985: Dietro la porta verde (1972)
- 1985: A bocca piena (1976)
- 1986: I pomeriggi privati di Pamela Mann (1974)
- 1986: The Story of Joanna (1975)
- 1986: Honeypie (1976)
- 1987: Miss Jones (1973)
- 1987: Labbra (Sensations) (1975)
- 1988: Femmes de Sade (1976)
- 1988: La straniera nuda (1975)
- 1989: Wet Rainbow (1974)
- 1989: 3 A.M. (1976)
- 1989: Le dolci intimità di Annette (1977)
- 1989: Barbara Broadcast (1977)
- 1989: The Other Side of Julie (1978)
- 1989: Take Off (...e ora spogliati) (1978)
- 1989: Candy Stripers (1978)
- 1989: SexWorld (1977)
- 1989: Easy (1979)
- 1990: Babylon Pink (1979)
- 1990: The Ecstasy Girls (1979)
- 1990: Desiree la grande insaziabile (1978)
- 1990: Eruption (1977)
- 1991: Baby Face (1977)
- 1991: Jack & Jill (1979)
- 1991: Insatiable (1980)
- 1991: Femmine scatenate (1980)
- 1992: Nightdreams (1981)
- 1992: Nothing to Hide (1981)
- 1992: Randy the Electric Lady (1980)
- 1993: Cafè Flesh (1982)
- 1993: Outlaw Ladies (1981)
- 1993: Platinum Paradise (1981)
- 1994: All American Girls (1982)
- 1994: Roommates (1981)
- 1994: Sexcapades (1983)
- 1995: Bad Girls (1981)
- 1995: Every Woman Has a Fantasy (1984)
- 1995: Firestorm (1984)
- 1996: Vortice erotico (1985)
- 1996: Night Hunger (1983)
- 1997: Taboo (1980)
- 1997: Little Girls Blue (1978)
- 1997: Taboo American-Style (1985)
- 1998: Dangerous Stuff (1985)
- 1998: White Bun Busters (1986)
- 1998: Loose Ends (1985)
- 1998: Mary! Mary! (1987)
- 1998: Dixie Ray Hollywood Star (1983)
- 1999: Her Name Was Lisa (1979)
- 1999: Aerobisex Girls (1983)
- 2001: Blue Obsessions (1977)
- 2001: The Catwoman (1988)
- 2001: Buttman's Ultimate Workout (1990)
- 2001: The Chameleon (1989)
- 2001: Hot Pursuit (1983)
- 2002: The Big Thrill (1989)
- 2002: Night Trips (1989)
- 2003: The Dancers (1981)
- 2003: Wild Goose Chase (1991)
- 2003: Chameleons - Not The Sequel (1992)
- 2004: Sui marciapiedi di New York (1981)
- 2004: Buttman's European Vacation (1991)
- 2004: Black Throat (1985)
- 2005: Nessun film.
- 2006: Face Dance Parts I, II (1993)
- 2006: Justine - Nothing to Hide II (1994)
- 2006: Neon Nights (1981)
- 2007: Latex (1995)
- 2008: Reel People (1984)
- 2008: Curse of the Catwoman (1992)
- 2009: Dog Walker (1994)
- 2010: Whispered Lies (1993)
- 2011: Nessun film.
- 2012: Nessun film.
- 2013: The Fashionistas (2002)
- 2014: Slave To Love (1993)
- 2017: House of Dreams (1990)

### Outlaws of Porn
- 2009 Max Hardcore

### Premi speciali
- 1995 Michael Cates (for achievement in videography, cinematography, and editing)
- 1995 Carl Esser (in memorium)
- 2007 Anna Malle
- 2007 Christi Lake (actress, director, industry supporter)
- 2008 H. Lewis Sirkin

### XRCO Members' Choice
- 2007 Asia Carrera